# Supermercados Mega
Supermercados Orión (anteriormente Supermercados Mega hasta 2020) es la cadena de supermercados más grande del Sur del Perú.[cita requerida] Es dirigido por el Grupo Oviedo del Cusco. Orión actualmente cuenta con 6 locales en la ciudad imperial del Cusco, 1 en Quillabamba y 1 en Abancay, Maxi cuenta con un supermercado en Cusco, teniendo proyectos ambiciosos fuera del Cusco[cita requerida].
Se construyó el primer local de Mega ubicado en la Avenida Garcilaso, debido a la demanda este supermercado se mudó a la esquina de la Plaza Tupaq Amaru, obteniendo así un local mucho más grande que a lo largo de los años ha estado creciendo, adquiriendo la Cadena "Di Mart", que funcionaba en el Centro Histórico, luego adquirió un local en la Villa del Ejército en Huancaro, para luego realizar una gran compra en el 2007 inaugurando su supermercado más importante en la Avenida La Cultura, en el distrito de Wanchaq, luego inauguró otro supermercado llamado "Maxi", en la Avenida Grau.
Para el año 2009 Supermercados Mega inauguraba sus locales en Abancay, Apurímac y en Quillabamba, La Convención. En 2020, Supermercados Mega cambia de nombre a Supermercados Orión
Mega tiene muchos proyectos a inaugurar en ciudades del sur como Juliaca, Moquegua, Sicuani, Puno, Tacna, Ilo, Puerto Maldonado, Arequipa así como Chiclayo.[cita requerida]